# Sue Saad and the Next
Sue Saad and the Next – amerykański zespół new wave założony w 1978 roku w Los Angeles. Początkowo określany zespołem jednego przeboju, status kultowego osiągnął dopiero po rozpadzie w 1986 roku. Grupa zyskała popularność dzięki ścieżkom dźwiękowym filmów lat osiemdziesiątych, takich jak W rytmie rock and rolla (Rodie, 1980), Wzór piękności (Looker, 1981) i Radioaktywne sny (Radioactive Dreams, 1985). Saad osobiście wystąpiła w Radioaktywnych snach, śpiewała też główny motyw we Wzorze piękności.

## Historia
Sue Marie Saad, James Lance i Anthony "Tony" Lloyd Riparetti dorastali w Santa Barbara w Kalifornii, tam też poznali się podczas nauki w miejscowym gimnazjum. Dzieląc wspólne pasje muzyczne, rozpoczęli współpracę zakładając swój pierwszy projekt muzyczny Calliope. W tym składzie grupa nagrała kilka singli odnosząc pewne sukcesy. Jeden z singli, zatytułowany We've Made It tak jednak rozsierdził miejscowego DJ-a, że ten połamał go w trakcie odtwarzania wygłaszając jednocześnie jednoznaczną tyradę na temat twórczości zespołu.
W roku 1978 członkowie założyli nowy zespół Sue Saad and the Next przenosząc się jednocześnie początkowo do San Francisco a ostatecznie do Los Angeles w poszukiwaniu zajęcia. W tym czasie powstały pierwsze utwory grupy, nagrywane początkowo na czterościeżkowym magnetofonie Rodney Sound. Z czasem do zespołu dołączył gitarzysta Billy Anstatt i basista Bobby Manzer, muzycy studyjni występujący ówcześnie w musicalu rockowym Zen Boogie, a poszukujący zajęcia w regularnym zespole muzycznym. W tym składzie grupa zaczęła występować w klubach Los Angeles oraz podczas rozmaitych imprez, udało im się też podpisać kontrakt z wytwórnią Warner Bros. Records na tworzenie muzyki do filmów. Zaciekawiony grupą Ed Silvers, szef wytwórni Warner Bros. skierował grupę do Richarda Perry'ego, właściciela wytwórni Planet Records. Pod koniec roku 1979 w tej właśnie wytwórni podpisali kontrakt na wydanie swej debiutanckiej płyty. Wraz z Markiem Safanem i The Cretones byli pierwszymi nowofalowym artystami nagrywającymi w tej wytwórni.
Debiutancki album wyprodukowany został wspólnie siłami Jamesa Lance i Richarda Perry'ego, ten drugi pierwszy raz podzielił się udziałami w produkcji, a wszystkie utwory na płytę napisali Lance, Riparetti i Saad. Nagrywanie płyty, zatytułowanej po prostu Sue Saad and the Next zajęło niecałe dwadzieścia dni, a koszty zamknęły się w kwocie 50,000$. W owym czasie oznaczało to znaczną redukcję względem przyjętych standardów, przyjmujących generalnie koszty nagrań w granicach 125,000-150,000$ i przynajmniej 3 do 6 miesięcy nagrań. Płyta ukazała się w roku 1980 osiągając 131 pozycję na liście US Billboard 200. Jak wspominał później Perry, piosenki z albumu "wywołują młodzieńczą pasję wzbogaconą w łupieżną wiedzę dorosłych, a także opisują trudny obraz życia codziennego w Ameryce oraz sposoby, w jaki mogą je rozświetlić celebrując rock and rolla". Płyta była czwartym wydawnictwem firmowanym przez Richarda Perry'ego i zebrała pozytywne recenzje kojarząc się z dokonaniami Pat Benatar i Blondie dając zespołowi rozpoznawalność również za granicą.
W tym samym roku muzyka zespołu została wykorzystana w komedii W rytmie rock and rolla wspólnie z takimi artystami jak Meat Loaf, Eddie Rabbitt, Jerry Lee Lewis, Roy Orbison, Emmylou Harris, The Joe Ely Band, Teddy Pendergrass, Jay Ferguson i Pat Benatar. Reżyser filmu do tego stopnia lubił muzykę zespołu, że jedna ze scen odbywająca się na autostradzie została napisana specjalnie pod jedną z ich piosenek Double Yellow Line.
Zespół odbywał koncerty w całych Stanach Zjednoczonych, odbył też tournée po Europie wspólnie z zespołami UFO oraz Boomtown Rats. Pod koniec 1981 roku odbył też szereg koncertów zorganizowanych przez teksańskiego promotora Jacka Orbina.
Następne kilka lat to praca przy ścieżkach dźwiękowych filmów Wzór piękności (Looker, 1981) i Radioaktywne sny (Radioactive Dreams, 1985). Utwór Radioactive Dreams jak i trzy inne utwory grupy, Guilty Pleasure, She's A Fire i When Lightning Strikes, ukazały się na oficjalnym soundtracku wydanym do filmu Radioaktywne sny. W filmie tym wystąpiła sama Sue Saad grając niewielką rolę wokalistki punkrockowej wykonującej utwór Guilty Pleasure, jest to zgodnie uznawany przez fanów jeden z najbardziej zapadających w pamięć momentów filmu.
Jeszcze podczas nagrywania Radioaktywnych snów, reżyser filmu Albert Pyun wystąpił z propozycją dla Jamesa Lance'a i Tony Riparettiego nagrywania muzyki do kolejnych swych filmów Say Yes (1986), Commando Squad (1987), Obcy z Los Angeles (Alien from L.A., 1988) i Rozgniatacz Mózgów (Brainsmasher... A Love Story, 1993). Mimo iż Lance ostatecznie zrezygnował ze współpracy, Riparetti pozostał z Pyunem i kontynuował nagrywanie muzyki do takich jego filmów jak Omega Doom (1997), Mean Guns (1997), Postmortem (1998), Invasion (2005) czy Left for Dead (2007), współpracował też jakiś czas z grupą Beastie Boys. Sukcesy Riparettiego skłoniły go do założenia własnej wytwórni muzycznej Sound Logic, która tworzy muzykę do filmów oraz edytuje dźwięk dla niskobudżetowych filmów z jego studia filmowego North Calle César Chávez w Santa Barbara. W kwietniu 2008 roku Riparetti i działalność jego firmy opisana została w magazynie Santa Barbara Independent.
W latach osiemdziesiątych zeszłego wieku zespół Sue Saad and the Next własnym sumptem nagrał materiał na jeszcze jedną płytę długogrającą, zatytułowaną Long Way Home. Album nie został jednak ówcześnie opublikowany, czekając trzydzieści lat na ukazanie się ostatecznie 11 stycznia 2016 roku. Reedycja albumu w formacie MP3 opublikowana została w serwisie Amazon a w postaci AAC w serwisie iTunes.
Utwory zespołu bywały coverowane przez takich artystów jak Kim Carnes, Sheena Easton czy Uriah Heep.

## Styl muzyczny
Muzyka zespołu, będącego jednym z prekursorów nurtu nowej fali, nie daje się jednoznacznie sklasyfikować. Utwory wykorzystywane w ścieżkach dźwiękowych są najczęściej bardzo dynamiczne z rockowym pazurem, utwory zaliczane bywają zarówno do gatunku pop jak i prog rocka czy nawet punkrocka.

## Skład zespołu
- Sue Saad (1978—1986): wokalistka, autorka tekstów
- James Lance (1978—1986): perkusja, kompozytor
- Tony Riparetti (1978—1986): gitara, wokal, kompozytor
- Billy Anstatt (1978—1981): gitara
- Bobby Manzer (1978—1981): gitara basowa

## Dyskografia

### Albumy studyjne
- 1980 - Sue Saad and the Next (Planet Records)
- 2016 - Long Way Home

### Albumy kompilacyjne
- 1985 - Radioactive Dreams Soundtrack (Warner Bros.)

### Single
- 1980 - Your Lips-Hands-Kiss-Love
- 1980 - Gimme Love Gimme Pai
- 1980 - Young Girl
- 1980 - Prisoner
- 1980 - Won't Give it Up
- 1981 - Looker